# Delta 1000

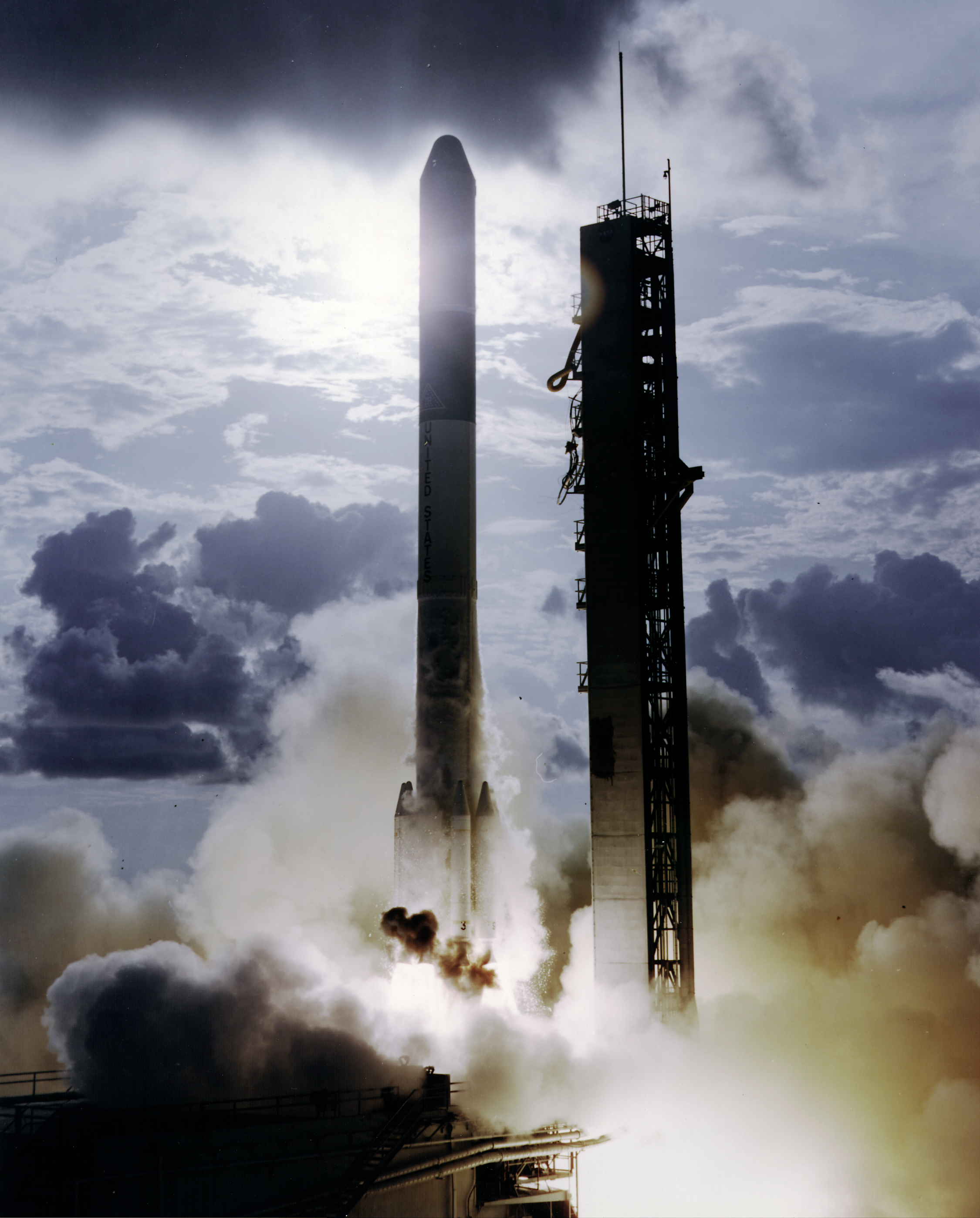
Foguete Delta 1910

Delta 1000 foi uma série de foguetes espaciais estadunidense que prestou serviço na década de 1970. A série 1000 era composta pelos Delta 1410, Delta 1604, Delta 1900, Delta 1910, Delta 1913 e Delta 1914, de acordo com o sistema de numeração seguido pela família de foguetes Delta.

## Características
Todos os Delta da série 1000 usaram nove foguetes aceleradores de propelente sólido Castor 2 com exceção do Delta 1410, que usava quatro, e do Delta 1604, que usava seis. Os Delta 1410, 1910, 1913 e 1914 usavam um segundo estágio com um motor TR-201, enquanto que nos Delta 1900 e 1604 o segundo estágio usava um motor AJ10-118. Finalmente, os Delta 1900, 1910 e 1410 não tinham terceiro estágio, enquanto o Delta 1913 usava um terceiro estágio propulsado por um motor Star 37D e os Deltas 1604 e 1914 um estágio propulsado por um motor Star 37E. Ao todo, a série Delta 1000 fez oito lançamentos.

## Histórico de lançamentos

### Delta 1410
| Voo       | Data               | Plataforma de lançamento                | Carga  | Resultado | Notas             |
| --------- | ------------------ | --------------------------------------- | ------ | --------- | ----------------- |
| 584/D-109 | 9 de abril de 1975 | Plataforma SLC-2W da Base de Vandenberg | GEOS 3 | Êxito     | Único lançamento. |

### Delta 1604
| Voo      | Data                   | Plataforma de lançamento            | Carga       | Resultado | Notas                        |
| -------- | ---------------------- | ----------------------------------- | ----------- | --------- | ---------------------------- |
| 579/D-90 | 23 de setembro de 1972 | Plataforma LC-17B do Cabo Canaveral | Explorer 47 | Êxito     | Primeiro voo.                |
| 582/D-97 | 26 de outubro de 1973  | Plataforma LC-17B do Cabo Canaveral | Explorer 50 | Êxito     | Último voo de um Delta 1604. |

### Delta 1900
| Voo      | Data                   | Plataforma de lançamento                | Carga       | Resultado | Notas             |
| -------- | ---------------------- | --------------------------------------- | ----------- | --------- | ----------------- |
| 585/D-99 | 16 de dezembro de 1973 | Plataforma SLC-2W da Base de Vandenberg | Explorer 51 | Êxito     | Único lançamento. |

### Delta 1910
| Voo       | Data                | Plataforma de lançamento            | Carga | Resultado | Notas             |
| --------- | ------------------- | ----------------------------------- | ----- | --------- | ----------------- |
| 586/D-112 | 21 de junho de 1975 | Plataforma LC-17B do Cabo Canaveral | OSO-8 | Êxito     | Único lançamento. |

### Delta 1913
| Voo      | Data                | Plataforma de lançamento            | Carga       | Resultado | Notas             |
| -------- | ------------------- | ----------------------------------- | ----------- | --------- | ----------------- |
| 581/D-95 | 10 de junho de 1973 | Plataforma LC-17B do Cabo Canaveral | Explorer 49 | Êxito     | Único lançamento. |

### Delta 1914
| Voo      | Data                   | Plataforma de lançamento            | Carga   | Resultado | Notas                               |
| -------- | ---------------------- | ----------------------------------- | ------- | --------- | ----------------------------------- |
| 580/D-92 | 10 de novembro de 1972 | Plataforma LC-17B do Cabo Canaveral | Anik A1 | Êxito     | Primeiro lançamento.                |
| 583/D-94 | 20 de abril de 1973    | Plataforma LC-17B do Cabo Canaveral | Anik A2 | Êxito     | Último lançamento de um Delta 1914. |